# لاري ساندرز (كرة سلة)
لاري ساندرز (بالإنجليزية: Larry Sanders)‏ مواليد 21 نوفمبر 1988 في فورت بيرس، هو لاعب كرة سلة أمريكي سابق بدأ مسيرته الاحترافية في سنة 2010 حيث تم اختياره من قبل فريق ميلووكي باكز خلال الدرافت. يبلغ طوله 6 قدم 11 بوصة (2.1 م). اعتزل اللعب في 2015.

## إحصائيات المسيرة

### الرابطة الوطنية لكرة السلة

#### الموسم الاعتيادي
| السنة   | الفريق       | لعب | بدأ | دقيقة | ميداني% | ثلاثية | حرة  | ارتداد | صنع | استلاب | تصدي | نقطة |
| ------- | ------------ | --- | --- | ----- | ------- | ------ | ---- | ------ | --- | ------ | ---- | ---- |
| 2010–11 | ميلووكي باكز | 60  | 12  | 14.5  | .433    | .000   | .560 | 3.0    | .3  | .4     | 1.2  | 4.3  |
| 2011–12 | ميلووكي باكز | 52  | 0   | 12.4  | .457    | .000   | .474 | 3.1    | .6  | .6     | 1.5  | 3.6  |
| 2012–13 | ميلووكي باكز | 71  | 55  | 27.3  | .506    | .000   | .618 | 9.5    | 1.2 | .7     | 2.8  | 9.8  |
| 2013–14 | ميلووكي باكز | 23  | 20  | 25.4  | .469    | .000   | .473 | 7.2    | .8  | .8     | 1.7  | 7.7  |
| 2014–15 | ميلووكي باكز | 27  | 26  | 21.7  | .500    | .000   | .500 | 6.1    | .9  | 1.0    | 1.4  | 7.3  |
| المسيرة |              | 233 | 113 | 19.8  | .480    | .000   | .550 | 5.8    | .7  | .6     | 1.8  | 6.5  |

#### التصفيات
| السنة   | الفريق       | لعب | بدأ | دقيقة | ميداني% | ثلاثية | حرة  | ارتداد | صنع | استلاب | تصدي | نقطة |
| ------- | ------------ | --- | --- | ----- | ------- | ------ | ---- | ------ | --- | ------ | ---- | ---- |
| 2013    | ميلووكي باكز | 4   | 4   | 28.3  | .576    | .000   | .455 | 8.3    | 1.3 | .8     | 1.3  | 10.8 |
| المسيرة |              | 4   | 4   | 28.3  | .576    | .000   | .455 | 8.3    | 1.3 | .8     | 1.3  | 10.8 |

## روابط خارجية
- لاري ساندرز على موقع إن بي أي (الإنجليزية)
- لاري ساندرز على موقع سبورتس رفرنس (الإنجليزية)
- لاري ساندرز على موقع كرة السلة الأوروبية.كوم (الإنجليزية)
- لاري ساندرز على موقع DraftExpress.com (الإنجليزية)
- لاري ساندرز على موقع كلية كرة السلة في سبورتس رفرنس.كوم (الإنجليزية)
- لاري ساندرز على موقع ريلجم (الإنجليزية)
- لاري ساندرز على موقع بروبوليرز (الإنجليزية)
- لاري ساندرز على موقع سبورتس رفرنس (الإنجليزية)